# Le Gallois de Fougières
Le Gallois de Fougières, né entre 1350 et 1360 et mort le 25 octobre 1415 à Azincourt, est prévôt des maréchaux au début du XVe siècle.

## Biographie
En tant que prévôt des maréchaux, il participe à la bataille d'Azincourt et s'y fait tuer par les Anglais. Ses restes mortels sont identifiés en 1936, pour être ensuite inhumés sous le monument dédié à la Gendarmerie à Versailles.
Considéré comme le premier gendarme mort au combat, il est également le plus ancien combattant français identifié[réf. nécessaire].

## Hommage
Le Monument national de la Gendarmerie, à Versailles, accueille ses cendres et lui rend hommage.
En 2002-2004, la 109e promotion de l'École des officiers de la Gendarmerie nationale prend le nom de promotion « Le Gallois de Fougières »,.